# Eerste tentoonstelling van de impressionisten

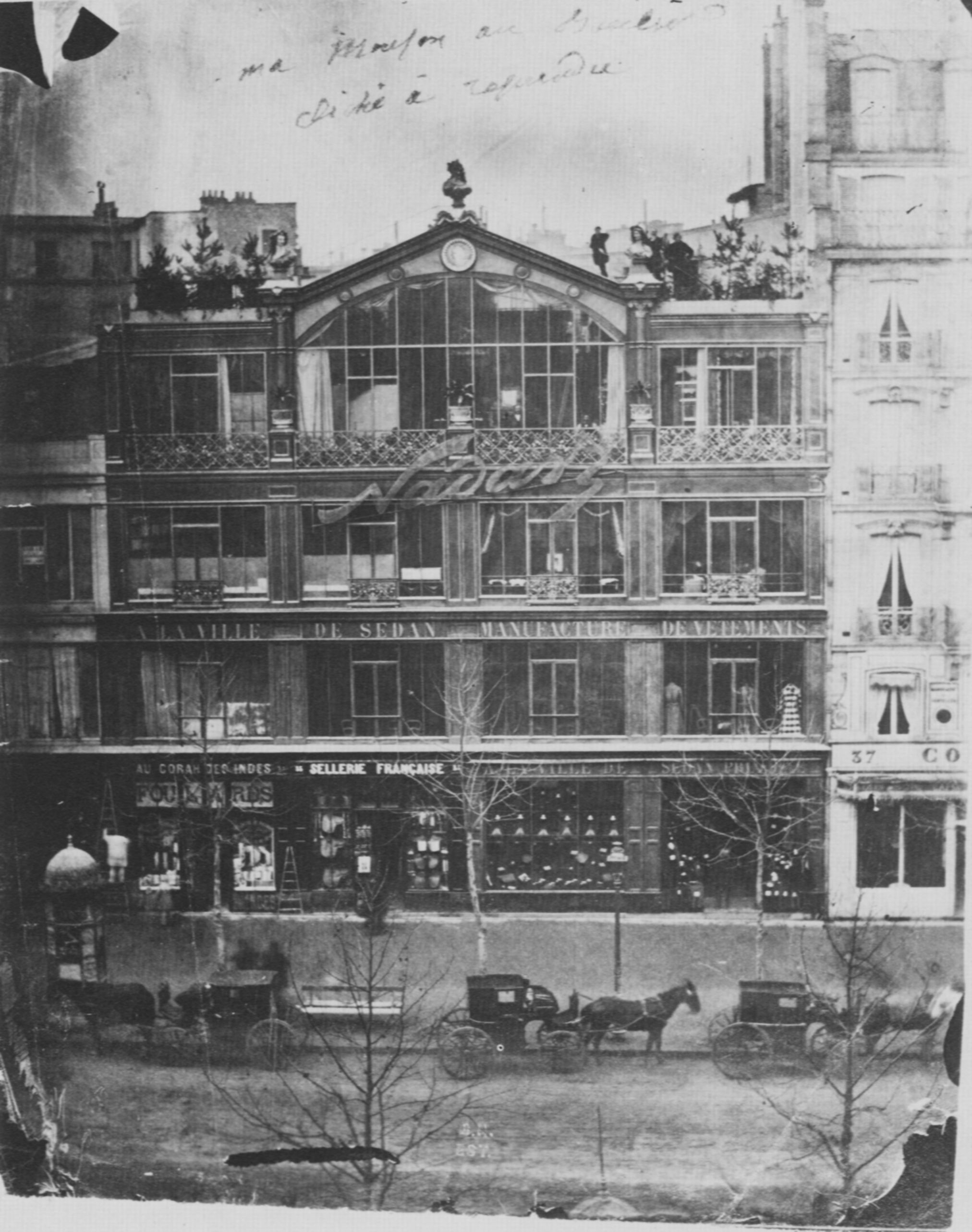
Het atelier van Nadar in 1860, sindsdien verbouwd.

De eerste tentoonstelling van de impressionisten werd gehouden van 15 april tot 15 mei 1874 in Parijs. Het was eigenlijk een algemene expositie waaraan ook salonfähige kunstenaars deelnamen, die weliswaar kunsthistorisch veel minder te betekenen hebben.

## Organisatie
Een groep vooruitstrevende kunstenaars, wiens werken al enkele jaren werden geweigerd op de Parijse salon, had zich eind 1873 verenigd in de Société anonyme des artistes peintres, sculpteurs et graveurs om een alternatieve tentoonstelling te organiseren. De conservatieve jurykeuzes op de salon van 1873 hadden de doorslag gegeven, maar ook de economische crisis was een grote factor. Paul Alexis kondigde in L'Avenir national een syndicaat aan dat tot doel had belangen te verdedigen, geen systemen. De initiatiefnemers presenteerden zich bewust niet als een school en plaatsten zich vanwege het stigma niet in de lijn van de Salon des refusés van 1863. Wat ze voor ogen hadden was een tentoonstelling zonder criteria, jury's of prijzen, waaraan ook meer klassieke schilders als Boudin, Bracquemond, Cals, Colin, De Nittis, De Molins en Lépine konden deelnemen.  
Door toedoen van Camille Pissarro werd uiteindelijk niet voor een vakbond gekozen maar voor een naamloze vennootschap. De statuten werden in aangepaste vorm overgenomen van een bakkerscorporatie. Elke vennoot zou jaarlijks 60 francs bijdragen. Als locatie huurden ze de fotografiestudio van Nadar aan de Boulevard des Capucines. In de ruime vertrekken waren de schilderijen in twee rijen opgehangen, niet opeengepakt met risico op slechte belichting zoals in het Palais de l'Industrie. Edmond Renoir zorgde voor een alfabetische catalogus, waarin 165 werken waren opgenomen van dertig kunstenaars:
Zacharie Astruc (6) · Antoine-Ferdinand Attendu (6) · Édouard Béliard (4) · Eugène Boudin (6) · Félix Bracquemond (6) · Édouard Brandon (5) · Pierre-Isidore Bureau (4) · Adolphe-Félix Cals (6) · Paul Cézanne (3) · Gustave-Henri Colin (5) · Louis Debras (4) · Edgar Degas (10) · Armand Guillaumin (3) · Louis Latouche (4) · Ludovic-Napoléon Lepic (7) · Stanislas Lépine (3) · Léopold Levert (3) · Alfred Meyer (6) · Auguste de Molins (4) · Claude Monet (9) · Berthe Morisot (9) · Émilien Mulot Durivage (2) · Joseph De Nittis (5) · Auguste-Louis-Marie Ottin (10) · Leon-Auguste Ottin (7) · Camille Pissarro (5) · Auguste Renoir (7) · Henri Rouart (11) · Leopold Robert (2) · Alfred Sisley (5 en 1 buiten catalogus)
|                                   |  |                   |  |                   |  |                               |  |                  |
| Impression, soleil levant (Monet) |  | Klaprozen (Monet) |  | De wieg (Morisot) |  | Een moderne Olympia (Cézanne) |  | De loge (Renoir) |

## Weerklank
In weerwil van hun verklaarde bedoelingen werden de vooruitstrevende deelnemers aan de tentoonstelling door de pers gegroepeerd onder de naam impressionisten. De term werd geïntroduceerd door Louis Leroy, die voor Le Charivari een satirische recensie schreef in de vorm van een dialoog. Ook bij karikaturisten was de expositie een populair onderwerp. Édouard Manet – nochtans bewust afwezig omdat hij nog steeds hoopte de salon te overwinnen – ontsnapte niet aan kritiek. Toch was er ook lof in de pers. De grote aandacht ging echter zonder meer naar de officiële salon, die op 1 mei was gestart.
Mee dankzij de controverse trok de tentoonstelling behoorlijk wat publiek. Er waren 3500 bezoekers die de toegangsprijs van 1 franc betaalden, maar de verkoop van werken viel tegen. Daarop werd de inrichtende vennootschap ontbonden. De impressionisten gingen verder onder hun geuzennaam en exposeerden in 1876 op initiatief van de galeriehouder Paul Durand-Ruel. Tot 1886 zouden ze dat min of meer jaarlijks herhalen. In 1881 keerden ze daarvoor nog eens terug naar het atelier van Nadar.

## Voetnoten
1. ↑  André Dombrowski, A Companion to Impressionism, 2021, p. 399. Gearchiveerd op 26 juni 2023.
2. ↑  Fae Brauer, Rivals and Conspirators. The Paris Salons and the Modern Art Centre, 2014, p. 34. Gearchiveerd op 26 juni 2023.
3. ↑  André Dombrowski, A Companion to Impressionism, 2021, p. 400. Gearchiveerd op 26 juni 2023.

1874 · 1876 · 1877 · 1879 · 1880 · 1881 · 1882 · 1886